# Живица, Юлия Владимировна
Юлия Владимировна Живица (14 мая 1990 года) — казахстанская фехтовальщица на саблях, мастер спорта Республики Казахстан международного класса, Участник Олимпиады 2012 года в Лондоне.

## Биография
Путевку на лондонскую Олимпиаду-2012 получила, выиграв олимпийский квалификационный турнир в зоне Азии и Океании (Вакаяма, Япония).
На Олимпиаде проиграла единственную схватку россиянке Юлии Гавриловой со счётом 7:15.

## Личная жизнь
Является студенткой КазНУ имени аль-Фараби.